# Carina Bergfeldt
Carina Bergfeldt (født 1980) er en svensk journalist og forfatter, som siden 2016 har været USA-korrespondent for Sveriges Television, SVT.
Hun arbejdede tidligere 10 år for den svenske avis Aftonbladet.
Hendes bog Sju dagar kvar att leva udkom på dansk i januar 2016.
I juni 2019 blev Carina Bergfeldt gift med den danske journalist og tv-vært Jesper Zølck.

## Bøger på dansk
- 2014 Fadermord
- 2016 Syv dage til døden